# Манастир Горња Лијеска
Манастир Горња Лијеска је женски манастир Митрополије дабробосанске. Налази се код Вишеграда, 11 км пута, у селу Горња Лијеска смјестио се манастир Светога Саве. Манастир је посвећен спаљивању моштију Светога Саве.
Старешина манастира је мати игуманија Доротеја (Ђурић), са сестринством на челу од 17. августа 2018. године.

## Садашњост
Оно што је доскора било незамисливо у планинском крају око Горње Лијеске, петнаестак километара кривудавим путем од Вишеграда према планинском подручју Сјемећ, братство тек створенога манастира посвећеног спаљивању моштију Светог Саве на Врачару остварило је за нешто више од пола године. Једноставно су оживјели ријетко када отварану цркву, а у конацима славску дворницу претворили у јединствену манастирску радионицу за кројење, шивење и везење свјештеничких и монашких одора и других црквених предмета.